# 花官乡
花官乡是中国山东省东营市广饶县下辖的一个乡。

## 行政区划
花官乡下辖花官村、生金李村、来家村、前勤村、后勤村、王庄村、张铺村、东薛村、西薛村、温楼村、周楼村、雒家村、重兴村、古道西村、古道东村、草李村、草刘村、张杨村、草北村、草南村、岳六村、门圈村、南口村、西桓村、大桓村、杨王村、东刘村、洛程村、东赵村、北口村、于家村、油坊村、西齐村、李楼村、司田村、芬李村、封家村、闫家村、张刘村。